# Masarykova čtvrť
Masarykova čtvrť je čtvrť v Brně. Tato rezidenční vilová čtvrť, která vznikala postupně od konce 19. století do 70. let 20. století, je charakteristická a známá architekturou jak secesní či historizující, tak především meziválečnou funkcionalistickou (tzv. brněnská funkcionalistická škola). Rozprostírá se na katastrálním území Stránice, jehož hranici tvoří okraj Wilsonova lesa, předělem se čtvrtí Veveří je Kraví hora a k Pisárkám a Starému Brnu hraničí Stránice ulicemi Preslovou a Tvrdého.

## Od pravěku do středověku
Území Masarykovy čtvrti dominují slepencový Žlutý kopec (329 m n. m.) a diabasová Kraví hora (304 m n. m.), které patří k nejvyšším brněnským vrcholům. V mladším miocenním období zůstávaly tyto kopce skryty pod hladinou moře. Podle archeologických nálezů sahají stopy lidského osídlení až do nejstarších údobí pravěku. Vzácné kosterní pozůstatky člověka cromagnonského druhu Homo sapiens, který žil v poslední době ledové, se nalezly v někdejší svatotomášské cihelně na svahu Kraví hory. K nejzajímavějším a nejcennějším nálezům patří paleolitická stanice a neolitické sídliště objevené postupně v letech 1955–1961 (kotlina mezi hvězdárnou a východní Kraví horou). Zdejší neolitické osídlení bylo pravděpodobně původně rozsáhlé, o čemž svědčí nález části pazourku, který byl získán jihozápadně od sídliště v zahradě domu na Havlíčkové ulici čp. 74. Nacházelo se v místech dnešního náměstí Míru, ulice Lerchovy a Havlíčkovy a bylo nejspíše poničeno po 1. světové válce výstavbou čtvrti.

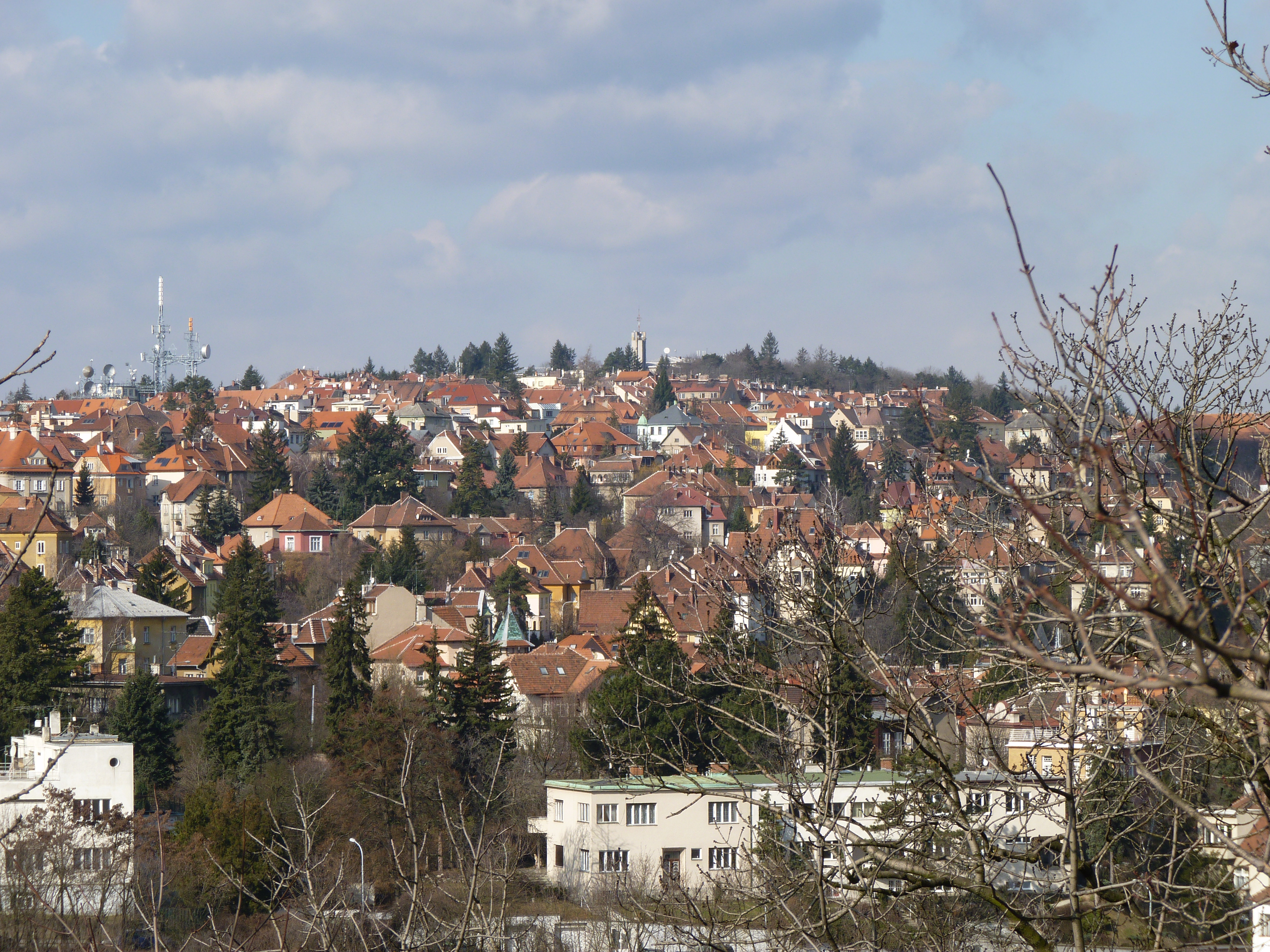
Žlutý kopec od Špilberku

Po založení Brna a jeho povýšení na město vlastnil většinu okolní půdy zeměpán, sídlící na Špilberku. Od poloviny 13. století náležela většina území starobrněnské křížovnické komendě a na území Žlutého kopce (dříve tzv. Sandberg) a Kraví hory se nacházely jen pastviny, zelinářské zahrady a na slunných jižních svazích k Pisárkám pak hlavně vinice. Víno pěstované v brněnském kraji se prý nevyznačovalo velkou kvalitou, a proto markrabí Jošt, chtěje vinařství povznést, vydal první statut a přísné právní normy vinohradnické. Místní vinice upadaly za třicetileté války, kdy takřka nic nevynášely a ani jejich pozdější obnova je už nikdy nepřivedla k bývalé výši a výnosnosti.

## První stavby
První stavební činnost zaznamenáváme počátkem 16. století – městská rada si 3. ledna 1520 vyžádala od krále Ludvíka Jagellonského povolení zřídit ke starému vodovodu z r. 1416 vodovod nový, který by vedl zdejším územím. Jako základ posloužil pramen Městského potoka, zvaného též Žabí potok, který pramenil na vyvýšenině na náměstí Míru (nazývané tehdy též Cimpl, Zimpel nebo Simpl) a tekl nynější ulicí Údolní k městu. Vodovod byl ustupujícími Švédy silně poničen (1645). V místech pozdějšího rozdvojení ulic Tichého a Zeleného (dnes již na katastru Žabovřesk) po sobě Švédové zanechali bastionové "Švédské šance". Mapa Pekařské ulice z roku 1741 zachycuje ještě jedny "Švédské šance" přibližně v polovině dnešní Tomešovy ulice. Spojením těchto vojenských objektů vznikla příčná cesta z dnešního území Barvičovy zhruba v trase Soukopovy a Klácelovy ulice přes Údolní na Kraví horu.

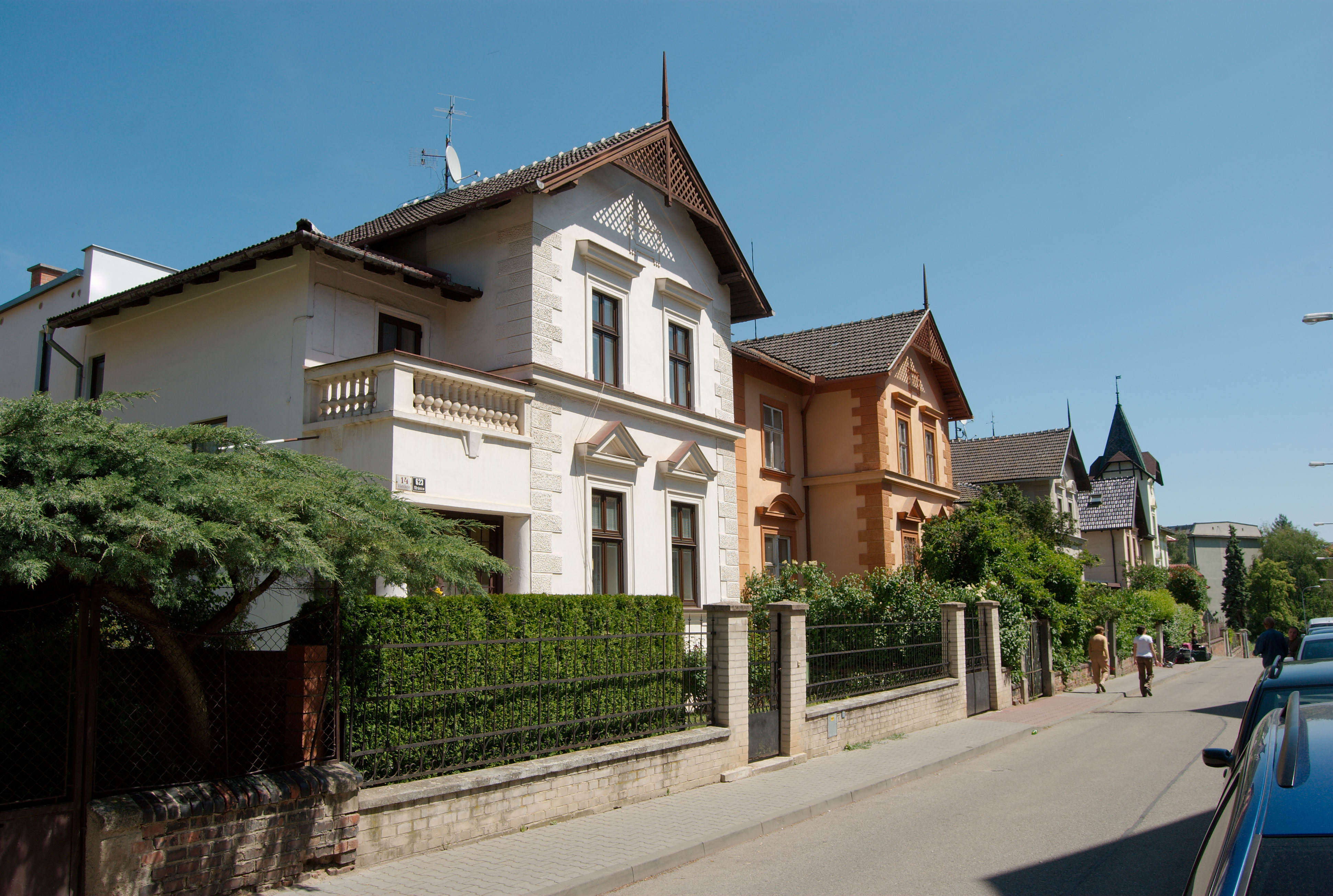
Původní německé domy na severní straně Všetičkovy ulice

Další zmínka o výstavbě je až z r. 1770 a souvisí se soustřeďováním vojska v Brně, které vyústilo ve výstavbu vojenských baráků a strážnice v místech dnešní hvězdárny na Kraví hoře. Až do stavby sauny se na Kraví hoře nalézala vojenská strážnice, která svému účelů sloužila ještě v 2. polovině 19. století. Na Žlutém kopci to pak byly prachárny, jejichž existenci tu ještě před 1. světovou válkou připomínala ulice U prachárny (dnešní ulice Roubalova). V těchto místech stávala v minulosti také šibenice.
Po josefinských reformách přebírá patronát nad místním územím řád augustiniánů, pod nímž se formálně nachází dodnes (viz kostel sv. Augustina).
Počátkem 19. století se začíná rozmáhat průmyslová výroba. V souvislosti s výstavbou továrních objektů, ale i obytných domů vzrůstal ve městě zájem o stavební materiál. Na území dnešní Masarykovy čtvrti, v tehdejším katastrálním území Křížová, bylo v této době (tj. kolem r. 1839) 7 cihelen. Po císařském schválení rozšíření vnitřního města na fortifikačních pozemcích se Brno stalo "otevřeným" městem a počalo se rozrůstat za stísňující hradby a v roce 1850 bylo k městu připojeno spolu s jinými předměstími i místní území.

## Vznik nové čtvrti
Za vlastní vznik Masarykovy čtvrti vděčíme zalesňovacím snahám na příkrých srázech nad Kamenným Mlýnem a Žabovřeskami v 70. letech 19. století, jejichž výsledkem byl Císařský les (Kaiserwald); po roce 1918, 1946 a 1989 přejmenovaný na Wilsonův les; za okupace opět Kaiserwald a za komunistické éry Jiráskův.

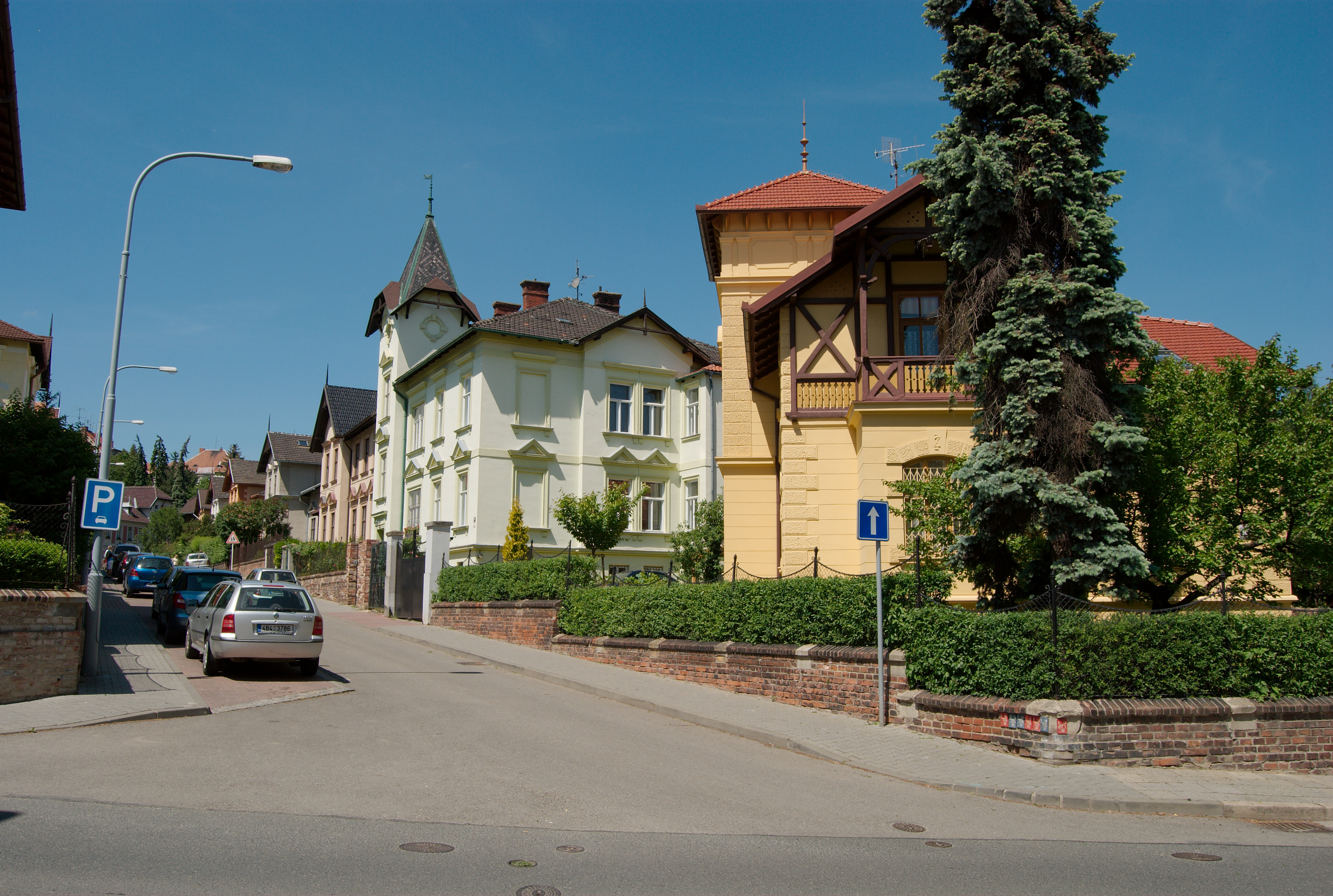
Původní německé domy na severní straně Všetičkovy ulice

Novodobá stavební činnost zde započala s rozvojem průmyslu až v 90. letech 19. století, kdy se velkoměstská činžovní výstavba začala rozšiřovat podél Údolní ulice po ulici Bratří Čapků a nahoru Úvozem za Tvrdého ulici. Na nároží Údolní – Úvoz vznikla novorenesanční kasárna (bývalá Fakulta elektrotechniky a komunikačních technologií VUT, dnes sídlo Ústavu soudního inženýrství). Na tento blok navázala výstavba Německé úřednické čtvrti (Beamtenheim) – novorenesančních a zejména secesních vil, které do roku 1909 vytvořily pozoruhodnou konzistentní zástavbu kolem ulic Všetičkovy, Jiřikovského, Zachovy a přilehlé části ulice Tvrdého. Kolem roku 1913 byla na Žlutém kopci postavena c. a k. nemocnice zeměbrany (známá pak jako Bakešova chirurgická nemocnice, dnes součást Masarykova onkologického ústavu).
Před rokem 1918) začala vznikat v těsném sousedství Wilsonova lesa na východním okraji katastru tehdejší obce Žabovřesky Česká úřednická čtvrť jako protiváha Německé úřednické čtvrti. Kolem roku 1922 zde již existovala vilová zástavba ulic Krondlovy, Tichého a Gogolovy.
Rychlost zástavby v počátcích svobodného Československa závisela z velké části na aktivní činnosti stavebních družstev (zejména pak družstva „Úřednická čtvrť“ a „Domov“). Roku 1922 bylo již zastavěno celé území mezi ulicí Helceletovou a Tvrdého. V dalších letech byla rozšiřována „německá“ část Úřednické čtvrti a podle projektu architekta Jindřicha Kumpošta bylo finálně vyřešeno vyústění Lerchovy do Vaňkova náměstí půlkruhovými horizontálními domy s původně rovnými střechami (1926). Do roku 1925 postoupila výstavba na úroveň vymezenou ulicemi Barvičova (J. Kumpošt, A. Wiesner), Roubalova, Havlíčkova a Klácelova – včetně Sušilových kolejí. První vilky se objevily i mezi Barvičovou, Preslovou a Hlávkovou ulicí. Na jihozápadních svazích zástavba zasáhla začátky ulic Preslovy a Neumannovy a ulici Lipovou. Zde vznikla významná díla architektů Bohuslava Fuchse a Josefa Poláška – škola pro ženská povolání „Vesna“ (1928–29) a Domov Elišky Machové od Bohuslava Fuchse (1929–30). Ojedinělou experimentální akcí se stala výstava šestnácti rodinných domů pod Wilsonovým lesem nazvaná Nový dům (1928). Inspirováni stuttgartským projektem Am Weissenhof zaměřili se architekti jako kupř. B. Fuchs, J. Grunt, J. Kroha, A. Wiesner či J. Víšek na moderní podobu individuálního bydlení. Přelom 20.–30. let znamenal i stavbu veřejných budov: u dolního okraje Wilsonova lesa vyrostl z podnětu spisovatele Rudolfa Těsnohlídka Dětský domov Dagmar (projekt B. Fuchs), na novém „centru“ Masarykovy čtvrti – na náměstí Míru vznikla základní škola téhož autora (s osvědčeným spolupracovníkem J. Poláškem) a na Lerchově ulici 65 vybudovala Kongregace sester sv. Cyrila a Metoděje Ústav pro mentálně postižené děti (1924–25, pozemek věnoval starobrněnský klášter), na který navázalo zřízení školy (1927) a následně i stavba další, bezprostředně sousedící budovy (1935), kde poté fungovalo Řádové dívčí gymnasium. Na žádost stavebního družstva „Úřednická čtvrť“ byla se souhlasem prezidenta republiky rozhodnutím zastupitelstva zemského hlavního města od 17. června 1925 přejmenována dosavadní „Úřednická čtvrť“ na „Masarykovu čtvrť“.
Ve třicátých letech stavební ruch gradoval a brněnský funkcionalismus dosáhl svého vrcholu i v Masarykově čtvrti, kde jsou tak k nalezení perly této architektonické školy. Nachází se zde mj. tzv. vládní vila (vila Stiassni), která patří mezi nejvýznamnější díla brněnské meziválečné architektury.

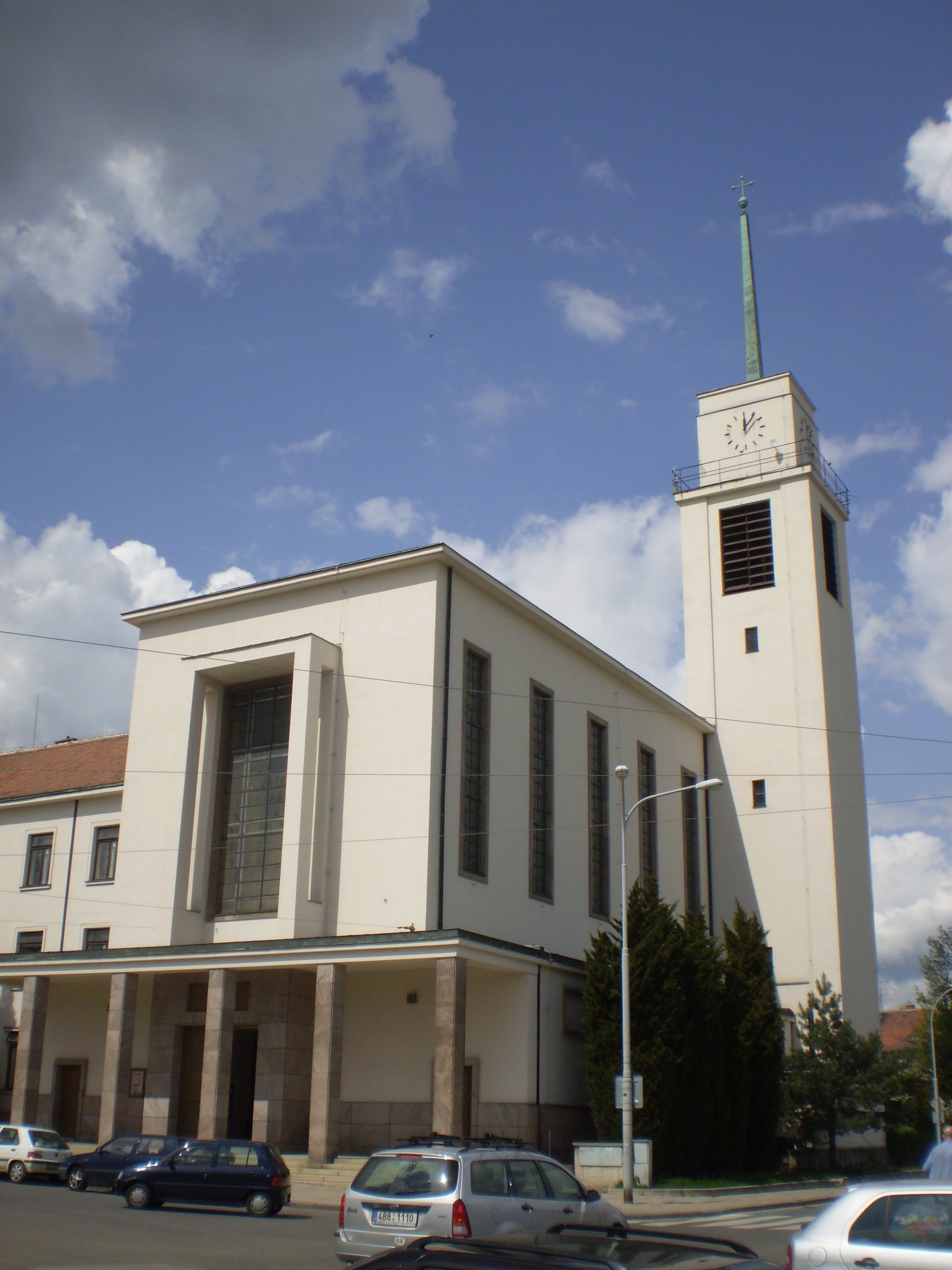
Kostel sv. Augustina na náměstí Míru

Do roku 1939 bylo zastavěno celé území mezi Barvičovou ulicí, Údolní ulicí a Wilsonovým lesem. Vznikla bloková zástavba na ulicích Rudišově a Sedlákově, pokračovalo se s budováním rodinných domů na Kaplanově (J. Kumpošt, F. Kalivoda), Rezkově (J. Kroha, E. Škarda). Po pěti letech prací byl r. 1935 u příležitosti 1500. výročí smrti sv. Augustina vysvěcen kostel téhož zasvěcení na Babákově náměstí (dnes náměstí Míru) s 50 m vysokou věží. Podle projektu Vladimíra Fischera jej nechali zbudovat starobrněnští augustiniáni. Ke kostelu byla už roku 1929 protažena tramvajová linka po Údolní ulici. K Domu útěchy na Žlutém kopci byl dle projektu V. Fischera a B. Rozehnala připojen léčebný ústav (1935), na který finančně přispěl i T. G. Masaryk. Roku 1939 se rozběhla dlouho zamýšlená stavba Biskupského gymnázia s konviktem. Práce byly přerušeny r. 1941 a rozsáhlý objekt s „andělským“ půdorysem dle projektu O. Poříska a J. Chomutovského dokončili němečtí okupanti a umístili zde SS policejní akademii. Pod Biskupským gymnáziem na ulici Rezkova vznikla jednotná funkcionalistická tzv. kolonie Pod vodojemem (architekti E. Škarda, M. Kyselka, J. Kumpošt atd.).

## Druhá světová válka a poválečné období
Druhá světová válka a nacistická okupace neblaze zasáhla do života obyčejných obyvatel čtvrti. Školy na Lerchově ulici musely být narychlo vyklizeny a dány k dispozici jednotkám SS. V Sušilových kolejích našla své místo nejdříve pracovní skupina Židů a následně německá kriminální policie. Stavební útlum byl značný a nepodařilo se jej překonat ani v době poválečné, která se soustředila na obnovu poškozených budov a podniků. Budova Biskupského gymnázia se renovovala ještě dva roky po válce, aby však pouhé tři roky po opětovném vysvěcení došlo k jeho dalšímu násilnému uzavření: komunisté budovu užívali pro vojenskou školu Jana Žižky a později zde sídlila stavební fakulta VUT. Šťastnější osud neměly ani školní budovy na Lerchově – zkázu dokončil několikaměsíční pobyt sovětských vojsk a umístění vojenského lazaretu, v roce 1949 následovalo nemilosrdné zestátnění a vystěhování sester a postižených dětí na Velehrad a do Jiříkova-Filipova. Jedna z budov pak připadla Sboru národní bezpečnosti pro jejich školu s internátem. Druhá budova pak sloužila po celá léta coby státní základní škola – druhý stupeň k ZŠ na nám. Míru a částečně jí využívalo i sousední gymnázium. V letech 1953–1991 nesla čtvrť název Jiráskova.

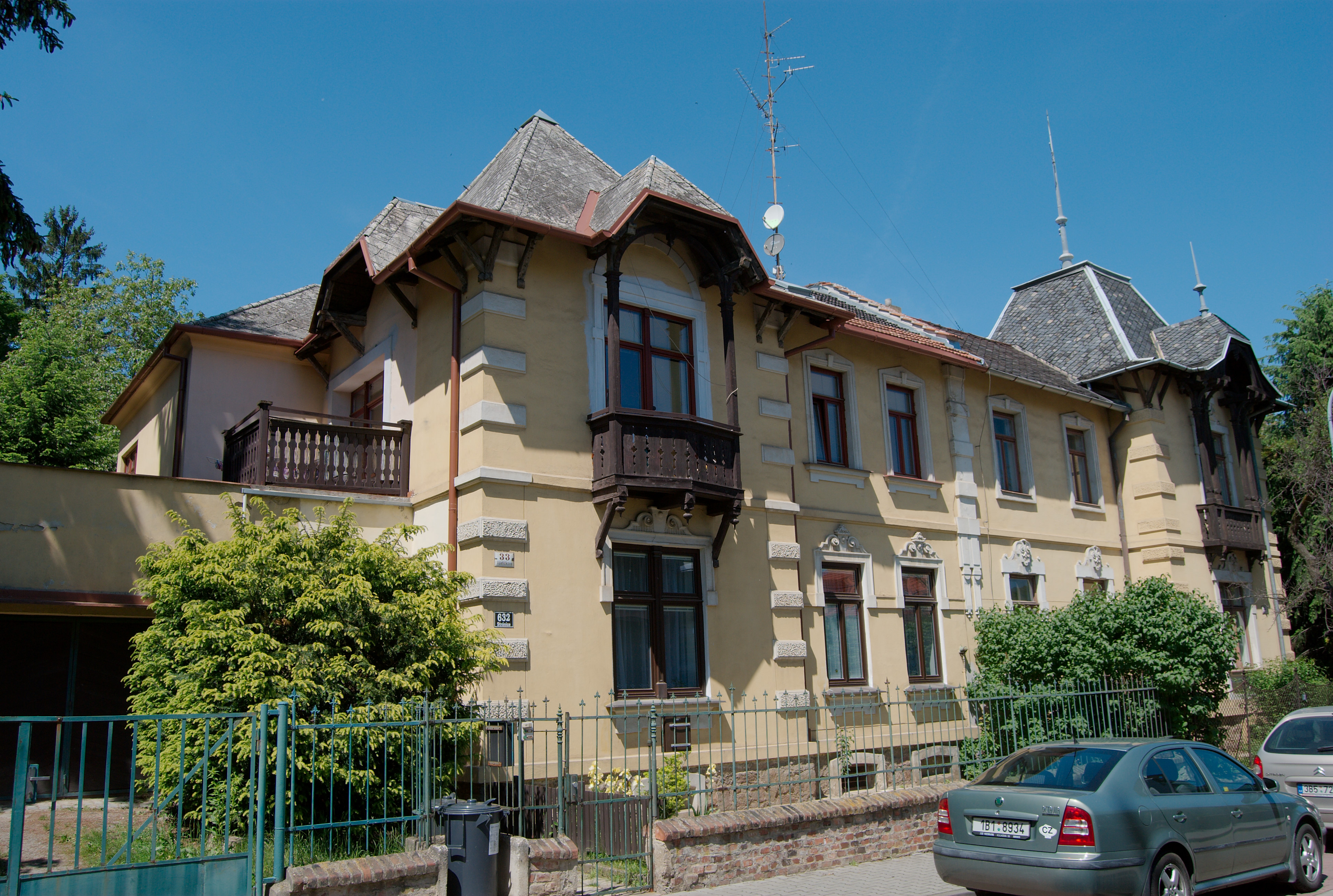
Původní německý dům na Všetičkově 33

Doba komunismu se ve stavebnictví vyznačovala důrazem spíše na veřejné stavby „pro masy“ a v bytové výstavbě se vydala cestou sídlištního bydlení (viz i Žabovřesky). Bytová zástavba masivně pokročila na jihozápadním území (bytové domy na Preslově a Neumannově ulici a zástavba ulice Bohuslava Martinů).
V roce 1949 započala v sousedství Masarykovy čtvrtě na nejvyšším bodě Kraví hory stavba dvou pozorovatelen, z nichž jednu využívá hvězdárna, zatímco druhou univerzita, k nimž se záhy připojila i menší budova planetária (1959) a celá instituce dostala r. 1973 na počest 500. výročí narození Mikuláše Koperníka jméno Hvězdárna a planetárium Mikuláše Koperníka v Brně.
Koncem 60. let byla Masarykova čtvrť včetně původně žabovřeské části začleněna do nově vzniklého katastrálního území Stránice.
Na náměstí Míru mezitím byla coby náhrada malých, většinou suterénních obchůdků vybudována samoobsluha, která ještě v průběhu 70. let doznala rozšíření a modernizace. Do stejné doby spadá i zrod samoobsluhy a vyhlídkové restaurace Horizont na Barvičově ulici (dnes gynekologické sanatorium). Počátkem 80. let doplnila stávající dvojici samoobsluha na Vaňkově náměstí. Sportovnímu vyžití Brňanů měly přispět zbudované kurty na Heinrichově ulici (dnes správa MU Brno), umělá sjezdová dráha ve Wilsonově lese (70. léta, VUT), rozšířený areál Rosničky (TJ Žabovřesky) apod.

## Poslední vývoj

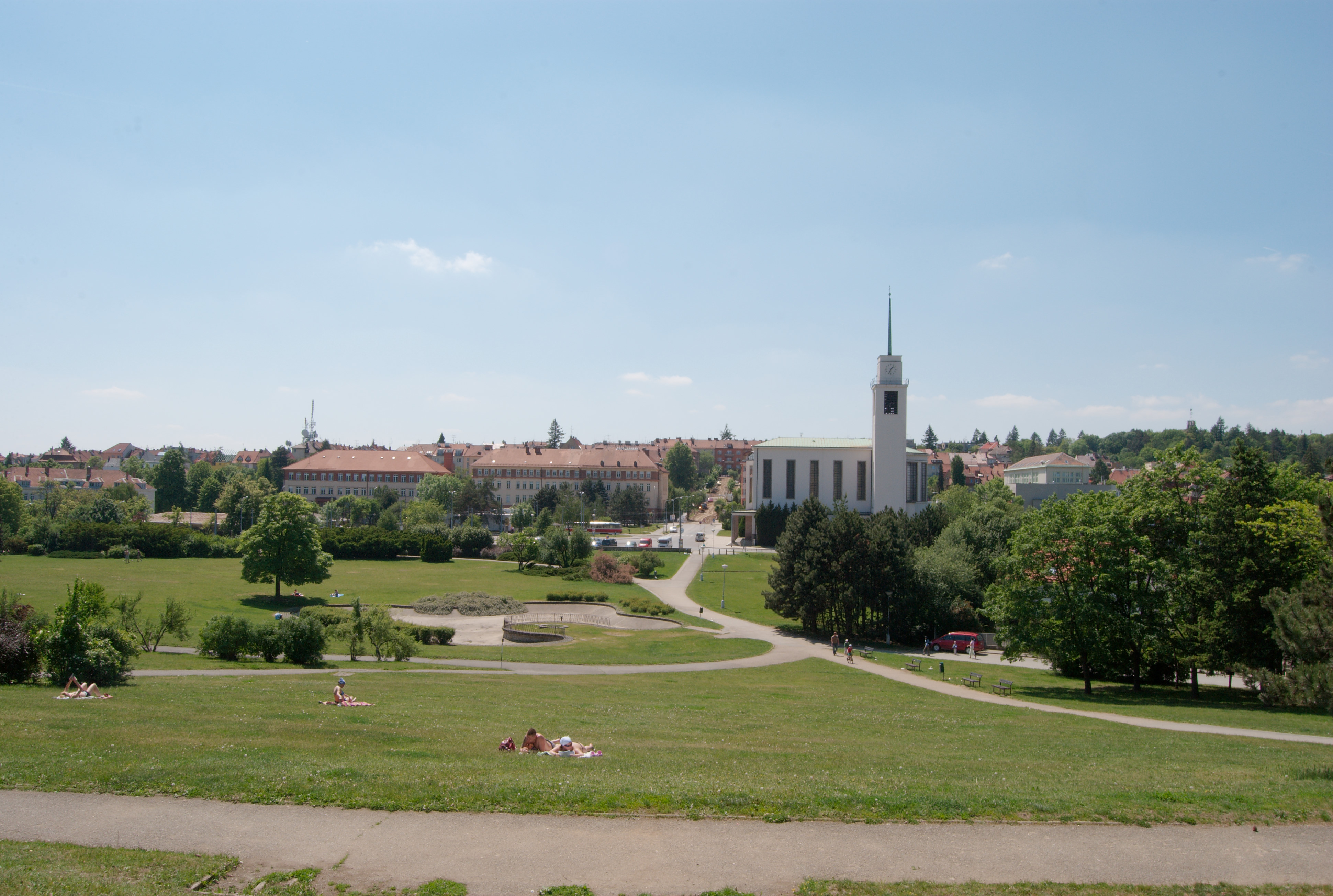
Pohled na Masarykovu čtvrť s kostelem sv. Augustina z Kraví hory

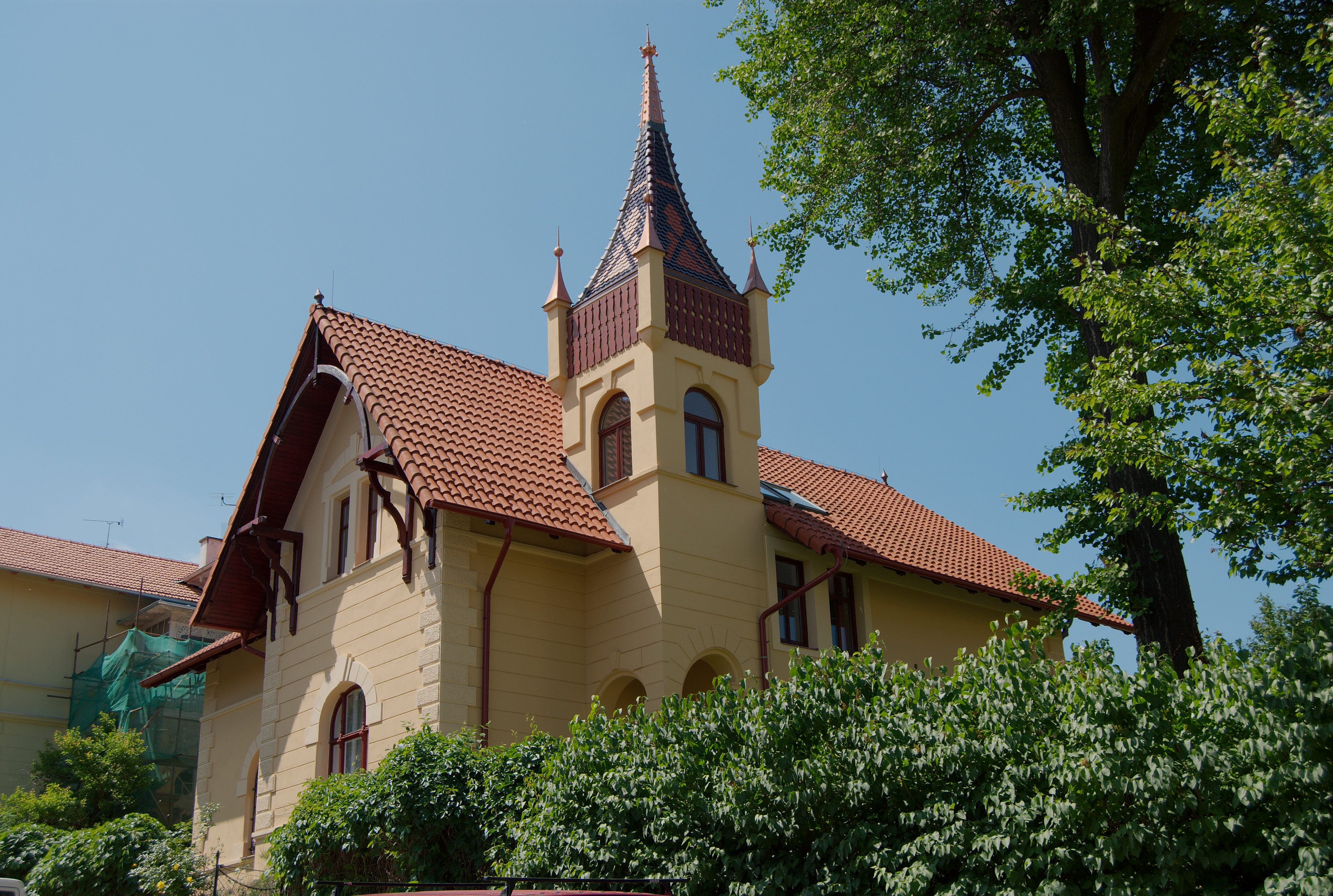
Původní německý dům v Jiříkovského ulici

Od 24. listopadu 1990 je Masarykova čtvrť součástí moderní samosprávné městské části Brno-střed. Devadesátá léta s sebou přinesla na první pohled zejména změny ve školských zařízeních čtvrti. Fakultu VUT na vrcholu Barvičovy ulice r. 1991 vystřídalo znovuobnovené Biskupské gymnázium, na Lerchovu se vrátily církevní školy (Cyrilometodějská církevní základní škola – 1992, Cyrilometodějská střední pedagogická škola a gymnázium – 1996). Gymnázium Matyáše Lercha, mezitím se specializující na bilingvní výuku ve francouzštině, dostalo nově postavenou budovu a přestěhovalo se na Žižkovu (1996; přístavba tělocvičny a sportovního areálu – 2002).
Rekonstrukcí prošla ZŠ na nám. Míru, koleje na Klácelově a Mučednické. Na druhém konci čtvrti došlo k zrušení "radiotechnického zařízení" (rušičky) na Helgolandu a od roku 1991 zde začíná své působení Masarykův onkologický ústav, který v průběhu 90. let zrekonstruoval starší prostory a postavil novou, moderní ambulantní a lůžkovou část. Nedaleko, na Mahenově ulici, byl zrekonstruován dům Jiřího Mahena a zařízen coby pobočka Mahenovy knihovny. První patro bylo upraveno jako spisovatelův památník (zachovalo se původní vybavení pracovny), v půdním prostoru se konají komorní kulturní pořady.
Počátek třetího milénia přinesl vyřešení zanedbaného a málo využívaného umělého svahu ve Wilsonově lese. Střetly se zde dvě odlišné koncepce: obnovení původního účelu s prodloužením svahu novým průsekem až k ulici Šmejkalově a idea opětovného zalesnění sjezdovky s citlivým začleněním do okolního lesoparku. Vytrvalou snahou místních obyvatel (petice se skoro 4000 podpisy) a občanských sdružení (OS Masarykova čtvrť, OS Wilsonův les) se podařilo přesvědčit Zastupitelstvo města Brna, aby v dubnu 2006 nepřijalo navrhované znění územního plánu města Brna na léta 2010 až 2020, které jako s jednou z potenciálních lokalit pro výstavbu sjezdového svahu stále počítalo s Wilsonovým lesem.
Masivnější výstavby se dočkala Kraví hora: za více než 200 miliónů Kč byla vystavena kontroverzní krytá plavecká hala s výhledem na hrad Špilberk (architekt A. Novák, 25m bazén), která však obdržela cenu Grand Prix Obce architektů 2005. Takto rozšířené koupaliště bylo přejmenováno na Rekreační a sportovní areál Kraví hora. V rámci rekreačního pojetí této lokality došlo k rekonstrukci zázemí místního oddílu házené, vybudování psího výběhu a provizorního baseballového hřiště. V areálu je v zimě provozováno veřejné umělé kluziště.
Vlastní výstavba nových obytných či rodinných domů prakticky ustala (poslední stavby byly prováděny např. na ulici Preslově nebo nejnověji na Kalvodově a Hlávkově ulici), začaly převažovat rozšiřování a rekonstrukce stávajících staveb, jejichž počet v posledních letech potěšitelně intenzivně narůstá.